# Tarquinio Provini
Tarquinio Provini (Roveleto di Cadeo, 29 de maio de 1933 — Bologna, 6 de janeiro de 2005) foi um motociclista italiano duas vezes campeão mundial de motovelocidade e quatro vezes vencedor do prestigioso TT da Ilha de Man.

## Carreira
Filho de macânico, Provini começou sua trajetória no motociclismo com dez anos. Participou de suas primeiras competições em 1949, utilizando a licença para dirigir de seu tio, Cesare Provini, uma vez que não tinha idade suficiente para correr. Cinco anos depois, em 1954, venceu sua primeira grande competição, o Motogiro italiano. No mesmo ano ele passou a disputar provas do mundial de motovelocidade pela Mondial na categoria 125 cc, vencendo a última corrida daquela edição do campeonato, o GP da Espanha. Antes disso, Provini havia participado da edição anterior, o GP da Itália, ficando atrás apenas de seua conterrâneo Guido Sala. Com isso, apesar de ter participado de apenas duas das seis corridas daquela edição, terminou na quarta colocação na tabela.
O seu primeiro título mundial não tardou a chegar, ocorrendo três anos após sua estreia, em 1957. Ainda correndo pela equipe de fábrica do Mondial, Provini venceu três corridas e chegou em segundo em outras duas nas cinco que disputou, o suficiente para garantir o título. Conjuntamente, participou do mundial das 250 cc, ficando com o vice-campeonato, tendo vencido duas corridas e se retirado noutra das três que disputou. Mesmo com esses resultados, em 1958 passou a correr pela MV Agusta. Participando das duas categorias novamente, terminou apenas na quarta colocação nas 125 cc apesar de ser o atual campeão. Nas 250 cc, entretanto, conseguiu o título após vencer quatro das quatro corridas que participou. O mesmo não ocorreu no ano seguinte, quando perdeu os dois títulos para seu companheiro de equipe, Carlo Ubbiali.
Após a MV Agusta deixar de disputar as categorias de baixa cilindrada do mundial para priorizar a principal, Provini passou a correr pela Moto Morini. Participando apenas corridas esporádicas nos três anos seguintes, voltou a participar de uma edição regularmente em 1963, tendo uma acirrada disputa pela título das 250 cc com Jim Redman, com este terminando como campeão daquela edição após vencer a última etapa, o GP do Japão, e Provini chegar na quarta colocação, ultrapassando Provini na tabela de pontuação em dois pontos e garantindo seu título.
Mesmo tendo disputado o título, deixou a Morini após aquela temporada, passando a correr esporadicamente pela Benelli nos mundiais de 250 e 325 cc (também chegou a participar de duas etapas do mundial de 50 cc pela Kreidler em 1964) nos três anos seguintes, tendo abandonado as corridas no final de 1966 por conta de uma grave lesão que sofreu após uma queda durante uma corrida do TT da Ilha de Man, forçando sua aposentadoria.